# Kalevi Vähäkylä
Kalevi Juhani „Kalle“ Vähäkylä (* 25. Juni 1940 in Salo) ist ein ehemaliger finnischer Biathlet.
Kalevi Vähäkylä bestritt seine erste internationale Meisterschaft bei den Biathlon-Weltmeisterschaften 1967 in Altenberg, wo er den 31. Platz im Einzel belegte. Höhepunkt der Karriere wurde die Teilnahme an den Olympischen Winterspielen 1968 in Grenoble, wo er an der Seite von Juhani Suutarinen, Heikki Flöjt und Arve Kinnari im Staffelrennen Fünfter wurde sowie im Einzel Neunter wurde. Bei drei Fehlern erreichte er auch die neuntbeste Laufzeit. Den größten Erfolg erreichte Vähäkylä bei den Biathlon-Weltmeisterschaften 1969 in Zakopane, wo er mit Mauri Röppänen, Mauno Peltonen und Esko Marttinen als Startläufer der Staffel hinter den Vertretungen aus der Sowjetunion und Norwegen die Bronzemedaille gewann.